# Ridderoorlog
De Ridderoorlog (1522–1523), ook bekend als de Paltische ridderopstand, was een opstand door een aantal protestanten en humanistische Duitse ridders geleid door Franz von Sickingen tegen de Rooms-Katholieke Kerk en keizer Karel V. De opstand duurde slechts kort maar zou indirect de aanleiding zijn tot de Duitse Boerenoorlog (1524–1526).

## Context
Tijdens de late middeleeuwen verslechterde de positie van de keizerlijke ridders vanwege een aantal factoren. De inbreuk van stedelijke handel en industrie op de traditionele agricultuur had een nadelige invloed op de ridders, zo ook het groeiende aantal stedelijke bondgenootschappen die de kracht hadden om aanvallen van de ridders te weerstaan. De gestaag groeiende inflatie en de waardevermindering van landbouwgrond schaadde de ridders in financieel opzicht. De toenemende macht van de hogere adel, ofwel de prinsen, geholpen door het steeds verder teruggedrongen worden van de Common law door de (her)invoering van het Romeins recht had een nadelige politieke invloed op de ridders. Daarnaast verminderde hun belang in conflictsituaties door de vooruitgang van militaire technologie en tactieken. Huurlingen zoals Duitse en Zwitserse landsknechten werden nu hoofdzakelijk gebruikt tijdens oorlogvoering en het belang van persoonlijke bekwaamheid en moed nam aanzienlijk af.
De ridders weigerden samen te werken met de hogere adel om macht te vergaren middels de verovering van steden en evenmin waren zij voorstanders van een samenwerking met de steden tegen de prinsen. Tijdens de Rijksdag van Worms (1495) dienden de steden een Akte van Protest in die erop gericht was om een effectieve vertegenwoordiging in de Rijksdag te verwerven. De Akte omvatte meerdere zaken maar enkel het verzoek tot een verbod op particuliere oorlogvoering werd gehonoreerd. De prinsen zorgden evenwel dat zij hiervan vrijgesteld werden en derhalve was deze bepaling enkel van toepassing op de ridders. Dit nam een grote bron van inkomsten en trots weg aangezien het eisen van losgeld voor steden en prinsen de belangrijkste inkomsten vormden van de ridders.

## Broederlijke vergadering van ridders

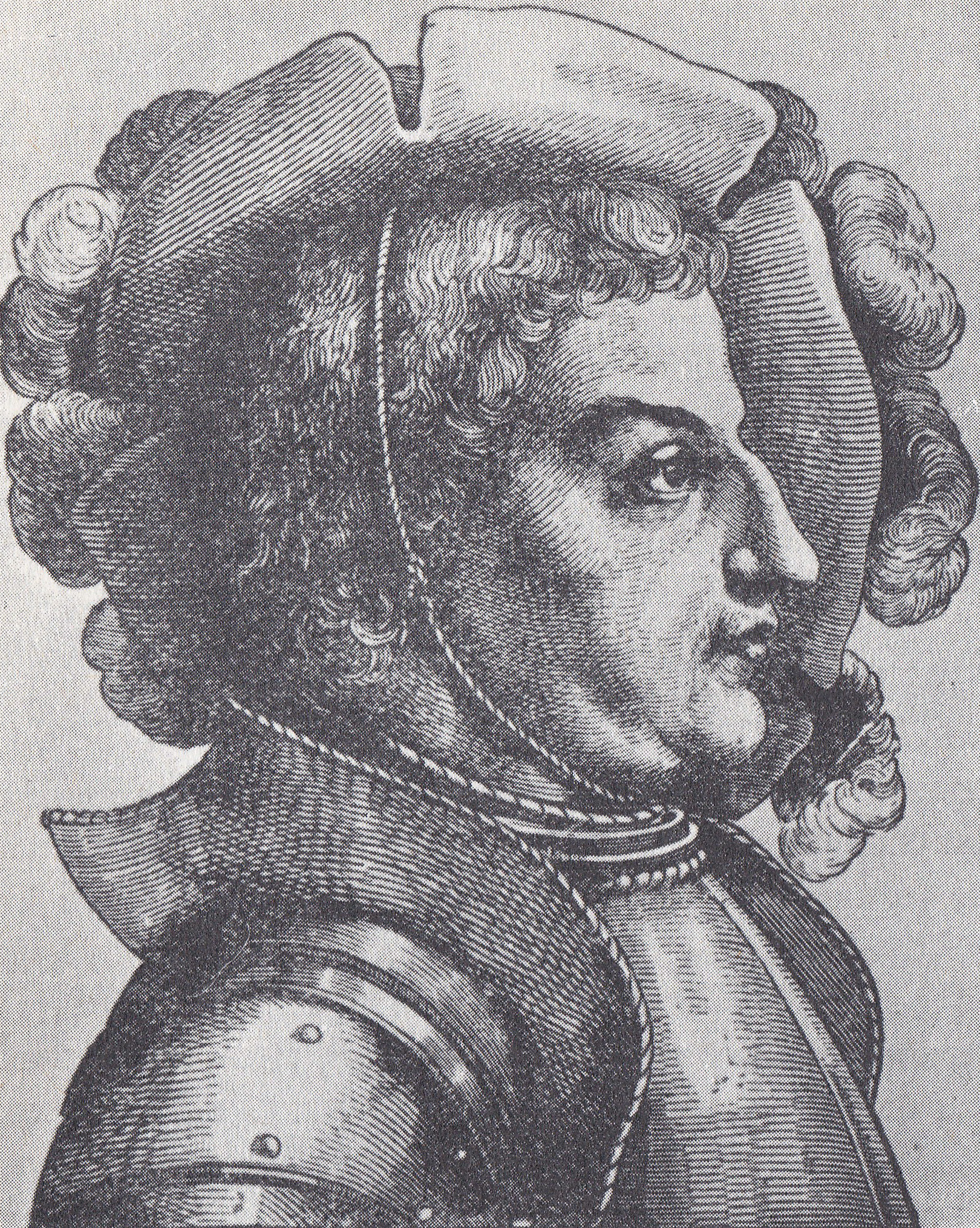
Franz von Sickingen

Franz von Sickingen, vaak de ‘laatste ridder’ genoemd, verbleef het grootste deel van zijn leven nabij de Rijn. Nadat hij keizer Maximiliaan I enige tijd gediend had in zijn strijd tegen de Republiek Venetië terroriseerde hij jarenlang steden en prinsen in het Rijngebied waardoor hij een zeer rijk man werd. Ten tijde van de verkiezing van de nieuwe keizer in 1519 was hij de leider van het leger dat de Rijksdag bij de verkiezing moest beschermen en had zo de mogelijkheid om de keuze te beïnvloeden. Hij accepteerde in eerste instantie smeergeld van koning Frans I van Frankrijk maar uiteindelijk voerde hij zijn troepen naar Frankfurt waar hun aanwezigheid er mede voor zorgde dat Karel V tot keizer gekroond werd. Nadien mocht hij in 1521 een veldtocht tegen Frankrijk leiden waarbij Picardië geplunderd werd.
Von Sickingen leerde Ulrich von Hutten kennen en onder zijn invloed werd Von Sickingen’s kasteel Ebernburg een centrum van humanistisch en later Lutheranisme denken en vele pamfletten hadden hier hun oorsprong. Von Sickingen hielp Johannes Reuchlin te ontsnappen aan de dominicanen van Keulen en beschermde andere kerkhervormers zoals Martin Bucer en Johannes Oecolampadius. Hij had zelfs onderdak geboden aan Maarten Luther na de Rijksdag van Worms (1521) waar deze in de ban werd gedaan en vogelvrij werd verklaard maar Luther had ervoor gekozen om zijn toevlucht te zoeken bij Frederik III van Saksen.
Terwijl de keizer in Spanje was riep Von Sickingen in augustus 1522 een ‘broederlijke vergadering’ van 600 ridders bijeen in Landau. De vergadering verkoos hem als haar leider en besloot om met geweld dat te verkrijgen wat door hun schamele vertegenwoordiging in de Rijksdag buiten bereik was gebleven. Het eerste doelwit van de ridders was Richard van Greiffenklau tot Vollrads, de aartsbisschop van Trier en een overtuigd tegenstander van Luther en zijn volgelingen. Het excuus dat voor de aanval gegeven werd was het niet betalen van losgeld door twee gemeenteraadsleden aan een ridder die hen enkele jaren daarvoor gevangengenomen had. Von Sickingen’s oorlogsverklaring stond vol met religieuze retoriek die bedoeld was om de burgers van Trier aan te moedigen zichzelf over te geven en hun aartsbisschop ten val te brengen zodat de ridders een beleg van de stad bespaard zou blijven.

## Veldtocht tegen Trier

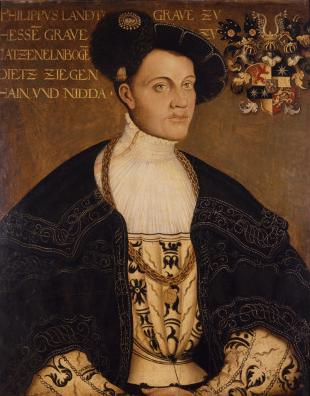
Landgraaf Filips I van Hessen

Tijdens de veldtocht tegen Trier voerde Von Sickingen de keizerlijke vlag en beweerde dat hij namens de keizer optrad. De Rijksstad Neurenberg, die het feitelijke bestuur over het rijk voerde bij afwezigheid van de keizer, was het hier niet mee eens en beval Von Sickingen om zijn veldtocht te staken onder dreiging van een keizerlijke ban. De veldtocht begon in de herfst, hetgeen aangeeft dat Von Sickingen niet de intentie had om deze in hetzelfde jaar door te zetten.
Von Sickingen negeerde het bevel echter en marcheerde naar Trier. De burgers kwamen evenwel niet in opstand tegen de aartsbisschop en Richard bleek een bekwaam strijder te zijn. Daarnaast kwamen de landgraaf Filips I van Hessen en Lodewijk V van de Palts hem te hulp. Na een beleg van zeven dagen, waarin vijf aanvallen werden uitgevoerd, raakte het buskruit op en Von Sickingen trok zich terug naar Ebernberg. In de tussentijd werd hij in de ban gedaan door het rijk.
Tijdens zijn terugtrekking beschuldigden zijn tegenstanders hem ervan de hele omgeving te hebben geplunderd inclusief de stad Kaiserslautern. Zijn medestanders hielden echter vol dat zij alleen de gehate katholieke kerken en kloosters geplunderd hadden.

## Nederlaag
Von Sickingen verliet Ebernberg vervolgens om de winter door te brengen in Landstuhl waar hij kasteel Nanstein bezat dat recentelijk uitgebreide reparaties had ondergaan en dat gezien werd als een van de sterkste kastelen in Duitsland. Hutten was op dat moment in Zwitserland en andere afgezanten waren in andere delen van het keizerrijk om extra ondersteuning te zoeken voor een nieuwe veldtocht tijdens het komende jaar.
Toen Filips I van Hessen, Lodewijk V van de Palts en aartsbisschop Richard zijn kasteel belegerden, verwachtte hij het minstens vier maanden te kunnen uithouden, waarna versterking zou arriveren om hem te redden. Hij had de kracht van de nieuwe geschutstypes echter onderschat en binnen een week was zijn verdediging geruïneerd en had hij serieuze verwondingen opgelopen. Hij overleed op 7 mei 1523, dezelfde dag dat hij zich overgaf aan zijn tegenstanders.
Met zijn dood stierf ook het ridderschap als een significante macht in Centraal-Europa. Von Hutten overleefde hem slechts enkele maanden voordat hij op 29 augustus 1523 overleed aan syfilis in een Zwitsers klooster.

## Nasleep
De kastelen van de belangrijkste aanhangers van de opstand werden geconfisqueerd. Albrecht van Brandenburg, aartsbisschop van Mainz, kreeg zelfs een boete voor zijn vermeende medeplichtigheid. De ridders waren nu grotendeels bankroet als gevolg van het feit dat de opstand niet had kunnen zorgen voor een verandering in hun situatie.
De meeste ridders leefden hierdoor als onbeduidende leenheren die hun geld verdienden met het zwaar belasten van de boeren in hun gebied. Zij waren niet langer onafhankelijk en degenen die boven deze status uitrezen deden dit door administrateur, priester of generaal te worden onder het gezag van de prinsen. Een aantal ridders, zoals bijvoorbeeld Florian Geyer, weigerden hieraan toe te geven en steunden de boeren tijdens hun opstand enkele jaren later. De weigering van de ridders om de kerk tiendenrecht te betalen tijdens de ridderoorlog was een van de factoren die tot deze opstand geleid had.